# Júnior Caiçara
Uilson de Souza Paula Júnior – noto come Júnior Caiçara – (San Paolo, 27 aprile 1989) è un calciatore brasiliano con cittadinanza bulgara, difensore del Primavera.

## Carriera

### Club
Il suo primo club professionistico è stato il Santo André e vi totalizzerà una sola presenza. Dal 2009 inizia ad essere mandato in prestito in diverse squadre, comincia con il Centro Sportivo Alagoano militante in serie D, poi con l'America SP ed infine con i portoghesi del Gil Vicente con la quale ha per la prima volta la possibilità di scendere in campo con frequenza, infine nel 2012 passa al Ludogorets con cui esordirà in Europa League e Champions League.

### Nazionale
Il 1º luglio 2014 ottiene la cittadinanza bulgara e diventa eleggibile per la nazionale bulgara.

## Palmarès

### Club

#### Competizioni nazionali
- Segunda Liga: 1

Gil Vicente: 2010-2011
- Supercoppa di Bulgaria: 2

Ludogorec: 2012, 2014
- Campionato bulgaro: 3

Ludogorec: 2012-2013, 2013-2014, 2014-2015
- Coppa di Bulgaria: 1

Ludogorec: 2013-2014
- Campionato turco: 1

İstanbul Başakşehir: 2019-2020